# Oom Henk
Oom Henk is een Nederlandse misdaadkomedie. De telefilm werd uitgezonden op Nederland 3, door de VPRO.

## Plot
Rechtenstudent Koen redt zichzelf en zijn goede vriendin Sophie uit de problemen, door te zeggen dat topcrimineel Henk de Koning zijn oom is. Enkele dagen later staat deze oom Henk voor zijn deur, en verlangt iets terug van zijn 'neefje'. Henk wil erachter zien te komen waar zijn vroegere handlanger Sjon zijn twaalf miljoen euro heeft verstopt. Henk had dit geld nog tegoed, omdat het zijn plan was een zakenman te ontvoeren. Sjon zit in een verzorgingstehuis, en Koen moet als vrijwiller aan de slag. In het tehuis komt Koen erachter dat Sjon op de gesloten afdeling zit, voor mensen met dementie. Ondertussen probeert ook de politie Koen uit te horen en wil de zakenman die ontvoerd is zijn twaalf miljoen terug.
Koen probeert tot Sjon door te dringen, maar hij geeft geen concrete antwoorden op zijn vragen. Koen moet bij Sjon testen of hij wel echt dement is, dus duwt hij Sjon met een rolstoel de sloot in, maar Sjon veroert geen vin. Koen denkt dat Sjon echt dement is. Oom Henk, rechercheur Uitenhaage en de zakenman denken dat Sjon doet alsof. Koen vindt een stukje papier in de pyjama van Sjon, maar als hij later terugkomt, zit de pyjama in de wasmachine en is de plattegrond verloren gegaan. Koen tekent een neppe plattegrond, en geeft deze aan Henk. Henk denkt te weten waar de twaalf miljoen begraven ligt, en neemt Koen mee. Aangekomen op een plek uit de jeugd van Henk en Sjon, moet Koen gaan graven. Er wordt niks ontdekt en Henk wil dat Koen een kuil kiest, zodat hij zelf begraven kan worden. Koen kan hem daarvan weerhouden door te zeggen dat hij dichtbij is, omdat hij een band heeft opgebouwd met Sjon.
Koen gaat in de kamer van Sjon op zoek naar aanwijzingen. Als Koen dan een wapen ontdekt in een oude radio, wordt hij kwaad op Sjon, maar in plaats van een verbale reactie, plast Sjon in zijn broek. Oom Henk komt erachter dat Koen met meerdere personen praat, en wil hem vermoorden. Het lukt Koen te blijven leven, door te zeggen dat hij een code heeft gezien in de bilnaad van Sjon, toen hij hem waste nadat hij in zijn broek plaste. Henk laat Koen gaan, en de volgende dag vertelt Sjon iets over het Kralingse Bos, dus besluit Koen om daarheen te gaan met Sjon. Hij vertelt dit aan Grace, de medewerkster op de afdeling. Als Koen terug op de kamer van Sjon komt, is hij opgestaan uit zijn rolstoel en heeft hij een plan bedacht. Koen moet hem rijden naar het bos, waar de twaalf miljoen begraven ligt. Samen gaan ze naar buiten, Sjon doet nog steeds of hij dement is, en stappen ze in een auto. Oom Henk stapt ook in de auto en heeft Sophie gegijzeld. Koen moet rijden naar de plek die is aangegeven door Sjon. Sjon doet nog steeds of hij dement is en geeft geen reactie. Aangekomen in het bos moet Koen gaan graven, terwijl Sjon in zijn rolstoel zit en zijn vriendin wordt vastgehouden. Koen graaft een doodskist op, waarin staat 'R.I.P. Vlek'. Vlek is de bijnaam van Henk de Koning. Henk wordt kwaad en wil Sjon neerschieten, maar dan trekt Koen een wapen, wat hij van Sjon heeft gehad, en houdt deze gericht op Henk. Sjon staat nu ook op uit zijn rolstoel en wil de trekker overhalen. Er zitten echter geen kogels in zijn pistool. Koen durft niet te schieten, totdat zijn vriendin Sophie wegrent en Henk haar neer wil schieten. Koen haalt de trekker over, en schiet Henk neer. Henk staat na een tijdje weer op, en vraagt verdwaast de weg naar de uitgang, waarna hij uit beeld verdwijnt. 
Sjon gaat met de tien miljoen euro naar Zuid-Amerika en geeft twee miljoen euro aan Koen en Sophie. Rechercheur Uitenhaage is woedend, terwijl de zakenman op AT5 ziet dat Sjon de twaalf miljoen euro weghaalt uit het leeuwenverblijf in Artis. De zakenman dacht dat Sjon dood was, omdat Koen een man met hetzelfde jasje van Sjon voor het raam had gezet. Dit was de afspraak tussen Koen en de zakenman, maar Koen kon zich daar niet aan houden. Koen zette dus een man, die voordat hij dement werd had aangegeven geëuthanaseerd te willen worden, voor het raam en liet deze man doodschieten.

## Acteurs
| Acteur               | Personage                | Opmerkingen                 |
| -------------------- | ------------------------ | --------------------------- |
| Hans Kesting         | Henk de Koning (de Vlek) | Topcrimineel                |
| Tobias Nierop        | Koen                     | student                     |
| Bert Luppes          | Sjon de Nooyer           | voormalige handlanger Henk  |
| Sallie Harmsen       | Sophie                   | studente, vriendin van Koen |
| Romana Vrede         | Grace                    |                             |
| Peter Aerts          | bodyguard                |                             |
| Ludwig Bindervoet    | straatjongen             |                             |
| Hajo Bruins          | Rechercheur Uitenhaage   |                             |
| Anis de Jong         | vastgoedmagnaat          |                             |
| Raymonde de Kuyper   | zorgmanager Merie        |                             |
| Truus Dekker         | mevrouw Dekker           |                             |
| Werner Kolf          | straatjongen             |                             |
| Negativ              | overvaller               |                             |
| Theo Pont            | Rein-Jan Bennink         |                             |
| Michiel Rampaart     | wasmedewerker            |                             |
| Bob Schrijber        | bodyguard                |                             |
| Coby Timp            | vrouw met rollator       |                             |
| Vastert van Aardenne | jurist                   |                             |
| Griete van der Akker | vrouw met rollator       |                             |
| Eric Wobma           | undercover rechercheur   |                             |
| Ron de Groen         | advocaat                 |                             |